# 박인호 (1956년)
박인호 Inho Park(1956년 10월 13일 ~ )는 대한민국의 작곡가이다.

## 삶
대한민국 전라북도 부안군 출생이다. 연세대학교 음악대학 작곡과 (사사: 나인용)와 독일 Essen 국립음대 대학원 작곡과 (사사: Nicolaus A. Huber)를 졸업하였다. 국립 창원대학교 예술대학 교수를 역임(1990~1994)하였고 , 추계예술대학교 음악대학 작곡과 교수로 재직(1994~2022)하고 정년퇴직하였다.  2022년 3월 1일 이후 추계예술대학교 음악대학 종신 명예교수로 재직하고있다.

## 학력
- 연세대학교 음악대학 작곡과 졸업
- 독일 Essen 국립음악대학교 대학원 작곡과 졸업

## 경력
- 1990년~1994년 국립 창원대학교 예술대학 교수
- 1994년~2022년 추계예술대학교 음악대학 작곡과 교수
- 2022년~종신  추계예술대학교 음악대학 작곡과 명예교수
- 2003년~2006년 PAN Music Festival 음악감독 역임
- 2003년~2006년 ACL 아시아작곡가연맹 한국위원회 부회장 역임
- 2007년~2011년 국제현대음악협회 한국지부 (ISCM Korean Section) 회장 역임
- 2009년~2012년 사단법인 한국작곡가협회 부이사장 역임
- 1990년 ACL Tokyo-Sendai Asian Music Festival 입선
- 1994년 제13회 대한민국작곡상 우수상
- 2001년 ISCM Yokohama 세계음악제 입선
- 2001년 제20회 대한민국작곡상 최우수상
- 2002년 Seoul Asian Music Festival 입선
- 2004년 ISCM Swiss 세계음악제 입선
- 2006년 한국음악상 본상
- 2008년 제27회 대한민국작곡상 최우수상
- 2008년 제3회 대원음악상 작곡상 수상

• 2022년 옥조근정훈장(제 117375 호) 수여 받음

## 작품 경향
1982년 이후 만들어진 작곡가 박인호의 작품들에서는 수리적 어휘를 음악에 결합하는 방법들을 탐구하게 되고, 음형적 수법과 비음형적 수법에 동등한 가치를 부여한다. 그 결과 그는 수의 조합들과 그것들의 변형 그리고 소수들의 연속적 사용을 통하여 작품을 만드는 형태의 의지를 구체화 해 매번 새로운 형상이 들어나는 작품들을 완성하고 있다. 또한 그는 자신이 생각하는 상이한 음악적 논쟁의 영역도 매개변수의 미세한 조정을 통하여 작품에서 소통적 이해가 이루어지도록 하고 있으며, 역사적으로 성찰한 음악과 자신의 작품 속에서 인식한 미적 음악개념들을 탐구해 작품 속에서 결과물로 구현한다.

## 주요 작품
- 관현악, 챔버오케스트라, 현악합주 작품
  - 남한강 für gr. Orch., Sop.-, Bar.-Solo und/Sprechchor (oder Solistische Besetzung mit Mikrophonverstärkung) (1983,1984)
  - Gestalten I für Streichorchester (1992)
  - Annäherung für Gr. Orchester, 대편성관현악을 위한 접근 (1999)
  - Gestalten VII für Gr. Orchester, 대편성관현악을 위한 형상 (2006, 2007)
  - Musik für Klarinette Solo und Kammerorchester (2010)

- 실내악 작품
  - 농무 für Klavier (1970)
  - Eclogue für Kammerensemble (1979)
  - Musik Für 5 Spieler (1980)
  - Trio für Kla., Vc. u. Klavier (1980)
  - Musik für Bläserquintett (1981)
  - Interpenatration 1 für Blaeserquintett (1981)
  - Suite für Bläserquintett (1981)
  - Interpenatration 2 für Bläserquintett (1981,1982)
  - Interpenatration 3 für Sop, Bar. Hrn, 2Pos. u. Klavier (1981,1982)
  - 소리 für Oboe Solo (1983)
  - 강신 für 3 Violoncelli (1983,1984)
  - Sphäre (kubisch 2πr) für 2 Flöten (1983,1984)
  - Betrachtung über Ichbewusstsein für 13 Solostimmen mit eine Sprecherin/ (oder Sprechchor). Schlagzeug, Harfe, Klavier und Tonband (konkrete-Klänge mit elektronische Sinustöne) (1984,1985)
  - 정식 für Stimme u. Klavier (1986)
  - Versuch über Zahl 9 für Streichquartett Nr.1 (1989)
  - Gestalt von Zahl 7 für klavier (1990)
  - Versuch über Zahl 7 für Streichquartett Nr.2 (1991)
  - Krieg? Nein Danke! für Baßklarinette, Kontrabass, Schlagzeug und Fernsehapparat (1992)
  - Gestalten III fuer Schlagzengensemble (1993)
  - Gestalten II für Flöte, Klarinette und Klavier (1993)
  - über die Angst I Trio für Bariton, Oboe und Posaune (1994)
  - über die Angst II Musik für 1 Schlagzeuger (1995)
  - Gestalten IV’ Trio für Violine, Klarinette und Klavier (1995)
  - 소리 für Solo Violine (1995)
  - Gestalten V von Zahl 7" für Klavier (1996)
  - über die Angst III Musik für Soprano, Alto, Tenor, Bass mit Mikrophonverstärkung und eletronische Klänge (2000)
  - 무제<Ohne Titel> Musik für 5 Spieler und elektronieche Kläge (2002)
  - 3 Bagatellen für 3 Schlagzeuger (2002)
  - Gestalten VI für Kammerensemble (2006, 2007)
  - 7 Bagatellen für Klarinette und Klavier (2010)
  - 4 Bagatellen für Blaeserquintett (2013)

- 국악기 편성 작품
  - 피리 독주를 위한 ‘소리’ (1999)
  - 1대의 소금과 3대의 대금을 위한 ‘전설’ (2000)
  - 국악합주와 전자음향을 위한 '구름:낮잠을 깨니 흰구름 둥둥(2001)
  - 25현 가야금 독주를 위한 ‘수리’ (2002)
  - 피리(고음,중음,저음) 독주외 타악기를 위한 ‘가락 I’ (2002)
  - 남창과 국악합주를 위한 신가악 ‘우공이산’, ‘과부 추일’ (2004)
  - 25현 가야금을 위한 3개의 모음곡 (2005)
  - 바리톤과 국악관현악을 위한 ‘춘설’,’춘한’ (2006, 2007)
  - 25현 가야금 독주를 위한 ‘다정무심’ (2006)
  - 고금독주를 위한 '소리'(2009)
  - 18현 가야금과 타악기를 위한 ‘신장춘불로지곡’ (2010)
  - 국악관현악과 악장소리를 위한 ‘오우가’ (2010)

## 참고 문헌
- 추계예술대학교 홈페이지
- 대원문화재단 홈페이지 (제 3회 대원음악상)
- 2001 ISCM Yokohama WMD Booklet
- 2004 ISCM Swiss WMD Booklet